# السنن الوسطى
السنن الوسطى أو معرفة السنن والآثار هو كتاب حديثي جمعه الإمام البيهقي (384هـ – 458هـ). وهو كتاب متعدد المجلدات يحتوي على مجموعة من الأدلة النصية للفقه الشافعي.

## الوصف
يعد هذا الكتاب من أهم كتب الشافعية، حيث جمع فيه الأدلة الحديثية للمذهب، ومخرجًا له من الصحيح والسنة، مبينًا مناهجه، وسبب ما تعثر منه، وسبب استدلال الشافعي عليه إذا تعثر. وشرح البيهقي أيضًا عقائد التابعين ومن بعدهم، كأبي ثور، والحسن البصري، وأحمد بن حنبل ورتبها على ترتيب المزني. ويستشهد في بعض الأحيان بأقوال قديمة للشافعي، ويحتوي الكتاب على بعض التعليقات من نسخ الحديث، وترجمة أحد العلماء، والإسناد إلى مرجع.

## الاستقبال
قال ابن السبكي: «لا يستغني عنه فقيه شافعي»، وقال والده تقي الدين السبكي: «أراد بعنوانه أن يكون علم الشافعي بالسنن والآثار».
وقد رأى بعض أهل اليمين في منامه أن الشافعي يحمل بين يديه أجزاء من هذا الكتاب، وذلك حين كان البيهقي يكتب «معرفة السنن والآثار». "كان يقول: «لقد قرأتها»، أو: «كتبت سبعة أجزاء من كتاب الفقيه أحمد (البيهقي)»  "